# Brats (Band)
Brats war eine dänische Punk-, Hard-Rock- und Heavy-Metal-Band aus Kopenhagen, die 1978 gegründet wurde und sich 1980 auflöste.

## Geschichte
Die Band wurde im Mai 1978 gegründet und bestand aus dem Sänger Michael Gorm aka Franz De Zaster, dem Bassisten Michael Hillerup aka Mickey Rat, dem Gitarristen Rene Krolmark aka Hank De Wank und dem Schlagzeuger Milan Balsgaard aka Eddie Haircut. Es handelte sich anfangs um eine Punkband, die auf dem 1979 erschienenen Sampler Pære Punk zu hören ist. Danach kam es im Februar des Jahres fast zur Auflösung. Krolmark formierte die Gruppe jedoch als Hard-Rock-Band neu. Neben ihm bestand die Besetzung aus dem Bassisten Jens „Yenz“ Arnsted, dem Gitarristen Michael Denner (beides ehemalige Mitglieder der Gruppe Jezebel) und dem Schlagzeuger Lars „Monroe“ Nybo. Während eines Auftritts in Kopenhagen wurden Franz Beckerlee und der Produzent Niels Erik Lund auf die Gruppe aufmerksam, woraufhin sie die A&R-Abteilung von CBS informierten. 1980 unterzeichnete die Gruppe einen Vertrag bei dem Label. Nachdem die Single B-Brains auf einem Sampler, auf dem sich Hörproben bekannter ausländischer Bands befanden, veröffentlicht worden war, erschien etwas später das Debütalbum 1980. Im selben Jahr erschien zudem eine Split-Veröffentlichung mit Tyrantz. Da sich das Album jedoch schleppend verkaufte und nur mäßige Erfolge in Frankreich einbrachte, wurde der Vertrag aufgelöst. Nach weiteren Besetzungswechseln, bei denen unter anderem King Diamond als Sänger hinzukam, löste sich die Band auf. Grund der Auflösung war eine mangelnde Unterstützung seitens CBS. Zudem hatte das Label verlangt, dass die Band ihre Songs auf Dänisch singt. Die Mitglieder gründeten daraufhin die Bands Geisha und Mercyful Fate. 1992 verstarb Milan Balsgaard nach einer Krankheit im Alter von 33 Jahren. 2008 erschien über Aarg! Records die Kompilation The Lost Tapes (Copenhagen 1979).

## Stil
Laut Eduardo Rivadavia von Allmusic hat es sich bei Brats anfangs um eine reine Punkband gehandelt, ehe man sich später dem Hard Rock angenähert habe. Im Interview mit Matthias Mader vom Rock Hard gab Arnsted an, dass die Mitglieder durch Gruppen wie die Ramones, The Stooges, Kiss und UFO beeinflusst wurden. Laut Mader hatte sich die Gruppe innerhalb eines Jahres von einer „Drei-Akkorde-Punk-Band“ zum Hard Rock und Heavy Metal entwickelt. Das Album sei eine Mischung aus Punk, Hard Rock und Proto-Metal. Von vielen Fachleuten werde 1980 als erstes Heavy-Metal-Album Dänemarks bezeichnet.

## Diskografie
- 1980: 1980 (Album, CBS)
- 1980: B-Brains / Vivian Wants to Dance (Split mit Tyrantz, CBS)
- 2008: The Lost Tapes: Copenhagen 1979 (Kompilation, Arg! Records)